# Barre (stad), Vermont

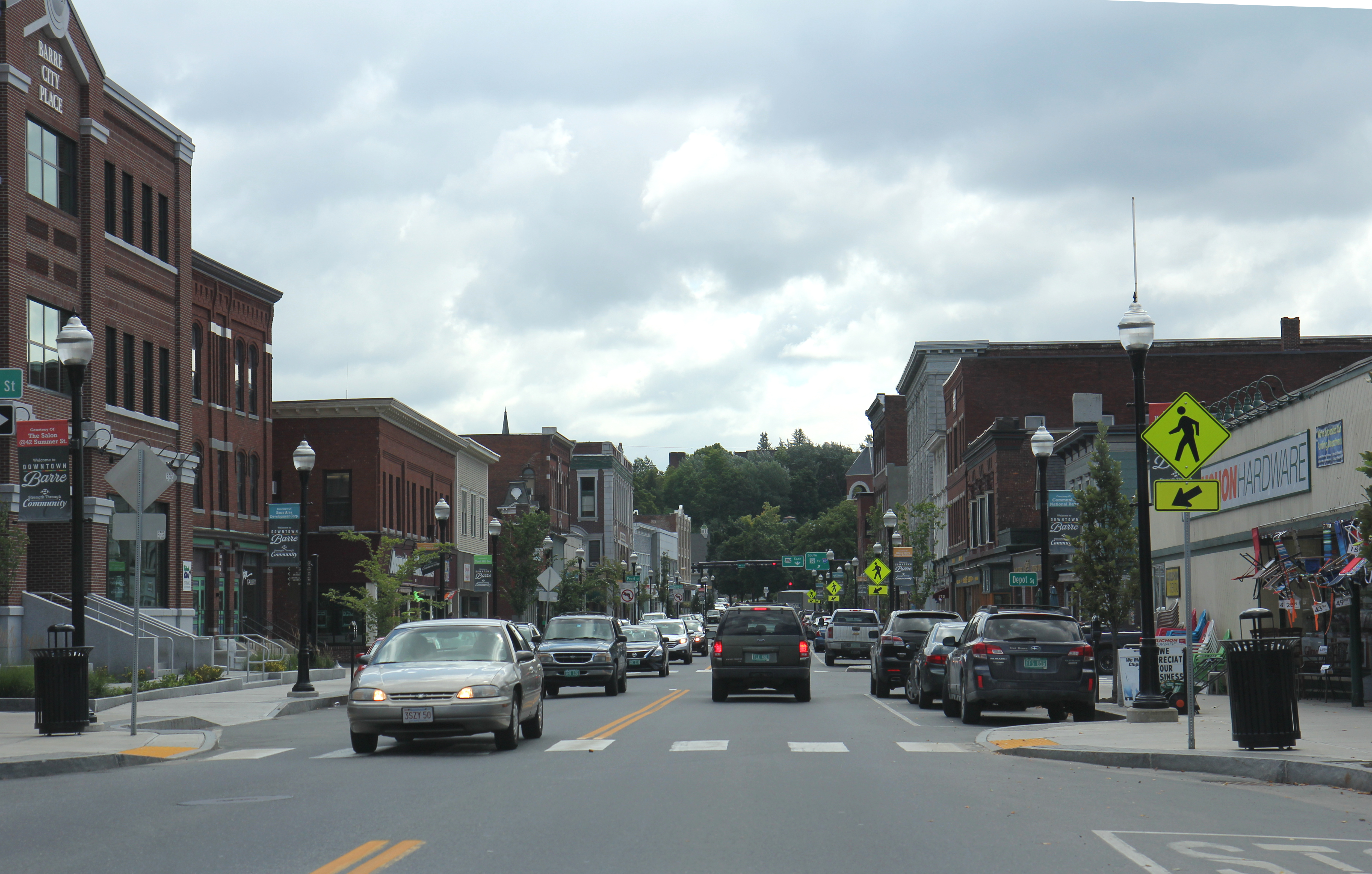
Barres centrum.

Barre, formellt City of Barre, är en stad i Washington County i delstaten Vermont, USA, med cirka 9 291 invånare (2000). Den omges nästan helt av grannkommunen Town of Barre.